# Alliance Laurentienne
L'Alliance Laurentienne – konserwatywna organizacja socjalistyczna działająca w prowincji Quebec w Kanadzie. Naczelnym celem partii było uzyskanie suwerenności prowincji Quebec. 

## Historia
Alliance było pierwszą współczesną organizacją frankofońską podnoszącą kwestię niezależności Quebecu od Kanady. Powstała w 1957 i została powołana przez Raymonda Barbeau. Organizacja opierała się na katolickiej doktrynie społecznej, poszanowaniu indywidualności i własności prywatnej, lecz jednoznacznie opowiadała się za pełną niezależnością państwową Quebecu, czyli jak ją zwano Republiki Laurentańskiej. Alliance nigdy nie przekształciło się w funkcjonalną partię polityczną, lecz jej powstanie miało dalekosiężne skutki polityczne. Alliance spowodowało rozbudzenie ruchów nacjonalistycznych z których najważniejszymi były Union populaire, Parti nationaliste du Québec Rassemblement pour l'Indépendance Nationale, Ralliement national, Parti Québécois. Choć wiele z nich tak ideologicznie, jak i kadrowo wywodziła się z Alliance Laurentienne, większość z nich odrzuciła katolicko-konserwatywną ideologię na rzecz liberalnej, socjaldemokratycznej lub socjalistycznej.

## Manifest Alliance Laurentienne
Alliance w 1858 wydał bardzo ważny dokument – manifest organizacji. Stał się on podstawą dla wszelkich dalszych roszczeń niepodległościowych w Quebecu. W pierwszych zdaniach manifestu autorzy określili jego cele jako "rozpowszechnienie idei niezawisłości prowincji Quebec i utworzenie Republiki Laurentańskiej la République de Laurentie, obejmującej wszystkich francuskojęzycznych mieszkańców Kanady." W kolejnym akapicie manifest przywoływał pojęcia frankofońskiego patriotyzmu i przywiązania do katolickiej tradycji. W dalszej części autorzy przywoływali przykład losów państw arabskich, które zrzuciły z siebie ciężar obcych wpływów, tworząc szereg państw narodowych. Powoływali się także na odległe idee panslawizmu.
Autorzy, nie bez pewnej dozy racji, twierdzili, iż 5 milionów kanadyjskich frankofonów, nie ma pełnych możliwości kultywowania swego języka, kultury i odmienności narodowej w zdominowanej przez anglosaksońskie i protestanckie społeczeństwo Kanady. Według autorów taka sytuacja mogła doprowadzić jedynie do les haines, les misères, les guerres et le despotisme – nienawiści, ubóstwa i despotyzmu. Przeciwnie, l'harmonie et la paix reviendront dans le monde lorsque chaque nation sera libre: LIBRE POUR LES PERSONNES, LIBERTÉ POUR LES PEUPLES! – harmonia i pokój miały zapanować gdy każdy naród osiągnie wolność. Zdanie kończy slogan "wolność dla indywidualizmu, wolność dla ludu". W tych deklaracjach przedstawiciele "narodu laurentańskiego", nie różnili się wiele od XIX-wiecznych nacjonalistów europejskich.
Zdaniem autorów manifestu, w Quebecu zapanuje szczęście i wolność, gdy zostanie powołana Republika. Miała ona przyjąć następujące zasady:
- Odrzucenie systemu kanadyjskich sojuszów międzynarodowych
- Likwidacja systemu westminsterskiego
- Gwarancje praw mniejszości narodowych
- Pełna reorganizacja administracji państwowej
- Utworzenie narodowej siły zbrojnej
- Stworzenie systemu gospodarczego zapewniającego sprawiedliwy podział dóbr i umożliwiającego pełny rozwój indywidualizmu gospodarczego
- Neutralność międzynarodowa
- Oparcie rządów na wartościach chrześcijańskich zgodnie z formułą Un gouvernement de la Patrie, par la Nation, pour le Peuple.